# Турлин, Дмитрий Викторович
Дми́трий Ви́кторович Турлин (бел. Дзмітрый Віктаравіч Турлін; род. 8 сентября 1985, Бобруйск, Могилёвская область) — белорусский футболист и тренер.

## Карьера

### Клубная
Воспитанник ДЮСШ города Бобруйска, первый тренер — Валерий Александрович Конопако. С перерывами играл за «Белшину». В 2009 году с могилёвским «Днепром» завоевал бронзовую медаль чемпионата 2009, в следующем году успешно выступил в Лиге Европы. В январе 2011 года вернулся в бобруйский клуб.
В феврале 2013 года подписал контракт с «Городеей». В августе покинул клуб и вскоре присоединился к светлогорскому «Химику». В составе «Химика» играл в основе.
В конце июля 2014 года вернулся в «Белшину», где закрепился на позиции правого полузащитника. В сезоне 2015 стал преимущественно выходить на замену, иногда выступал на позиции нападающего.
В феврале 2016 года подписал контракт с микашевичским «Гранитом», однако уже через месяц расторг контракт и присоединился к новополоцкому «Нафтану». Сезон 2016 начал в основе, однако вскоре потерял место в старте и стал выступать преимущественно за дубль. В июле покинул «Нафтан» и вскоре вернулся в «Белшину», где закрепился в основе. В феврале 2017 года продлил контракт с бобруйчанами. Начало сезона 2017 пропустил из-за травмы, в мае вернулся на поле и закрепился в стартовом составе.
В январе 2019 года вновь продлил контракт с «Белшиной». В сезоне 2019 появлялся на поле эпизодично, по окончании сезона покинул клуб и завершил карьеру.

### Тренерская
В 2020 году вошёл в тренерский штаб «Белшины».

## Достижения
- Бронзовый призёр чемпионата Белоруссии: 2009
- Победитель Первой лиги (2): 2005, 2019